# Faouzi Lahbi
Faouzi Lahbi (arab. ‏فوزي لهبي‎; ur. 2 marca 1960) – marokański lekkoatleta specjalizujący się w biegach średniodystansowych, dwukrotny uczestnik letnich igrzysk olimpijskich (Los Angeles 1984, Seul 1988).

## Sukcesy sportowe
| Rok  | Miasto       | Zawody                     | Konkurencja                      | Wynik                     |
| ---- | ------------ | -------------------------- | -------------------------------- | ------------------------- |
| 1983 | Casablanca   | Igrzyska śródziemnomorskie | bieg na 800 m                    | srebrny medal             |
| 1986 | Tunis        | Mistrzostwa Maghrebu       | bieg na 800 m bieg na 1500 m     | złoty medal               |
| 1987 | Indianapolis | Halowe mistrzostwa świata  | bieg na 800 m                    | brązowy medal             |
| 1987 | Algier       | Mistrzostwa panarabskie    | bieg na 800 m                    | złoty medal               |
| 1987 | Rzym         | Mistrzostwa świata         | bieg na 800 m                    | 5. miejsce                |
| 1987 | Latakia      | Igrzyska śródziemnomorskie | bieg na 800 m sztafeta 4 × 400 m | złoty medal brązowy medal |
| 1989 | Casablanca   | Igrzyska frankofońskie     | bieg na 800 m                    | srebrny medal             |

## Rekordy życiowe
- bieg na 800 metrów – 1:44,66 – Koblencja 06/08/1986
- bieg na 800 metrów (hala) – 1:46,32 – Stuttgart 01/02/1987
- bieg na 1000 metrów – 2:17,90 – Kolonia 22/08/1982
- bieg na 1000 metrów (hala) – 2:20,33 – Walencja 12/03/1987
- bieg na 1500 metrów – 3:47,54 – Los Angeles 09/08/1984